# Вирусология
Вирусологията (от лат. virus – отрова и logos – наука) е наука, дял от микробиологията, пряко занимаваща се с изучаването на вирусите. Тя изследва точните механизми и начини на функциониране на вирусите в живата клетка, тяхната еволюция и структура. Обект на изследване са начините на инфектиране, размножаването на вирусите, тяхното взаимодействие с атакувания организъм и имунната му система, болестите, които предизвикват, както и начините да бъдат изолирани и култивирани лабораторно с цел изследване и разработване на терапия. Вирусологията е млада наука, която се развива паралелно с развитието на молекулярната биология. През последните 10 години самата наука бележи успех, съсредоточавайки в себе си ресурси, за изучаването и унищожаването на вирусните агенти по човека, животните и растенията.